# Rutavica
Rutavica (lat. Cruciata), biljni rod iz porodice Broćevki. Rod se sastoji se od 8 vrsta jednogodišnjeg raslinja i trajnica od Europe do Sibira. 
U Hrvatskoj rastu balkanska rutavica i proljetna rutavica (podvrste vrste C. verna), četverolisna rutavica (C. laevipes) i brdska rutavica (C. pedemontana).

## Vrste
1. Cruciata articulata (L.) Ehrend.
2. Cruciata elbrussica (Pobed.) Pobed.
3. Cruciata laevipes Opiz
4. Cruciata mixta Ehrend. & Schönb.-Tem.
5. Cruciata pedemontana (Bellardi) Ehrend.
6. Cruciata taurica (Pall. ex Willd.) Ehrend.
7. Cruciata valentinae (Galushko) Galushko
8. Cruciata verna (Scop.) Gutermann & Ehrend.
9. Cruciata ×grecescui (Prodan ex Paucã) Soó

## Vanjske poveznice
|  | Zajednički poslužitelj ima još gradiva o temi Cruciata |
|  | Wikivrste imaju podatke o taksonu Cruciata             |